# San José de Guaribe
San José de Guaribe ist ein Dorf und Verwaltungssitz des gleichnamigen Bezirks im Nordosten des venezolanischen Bundesstaats Guárico. Das Dorf ist durch eine Nationalstraße mit Altagracia de Orituco im Westen und mit Clarines im Osten verbunden.